# Пам'ятки Ніжина

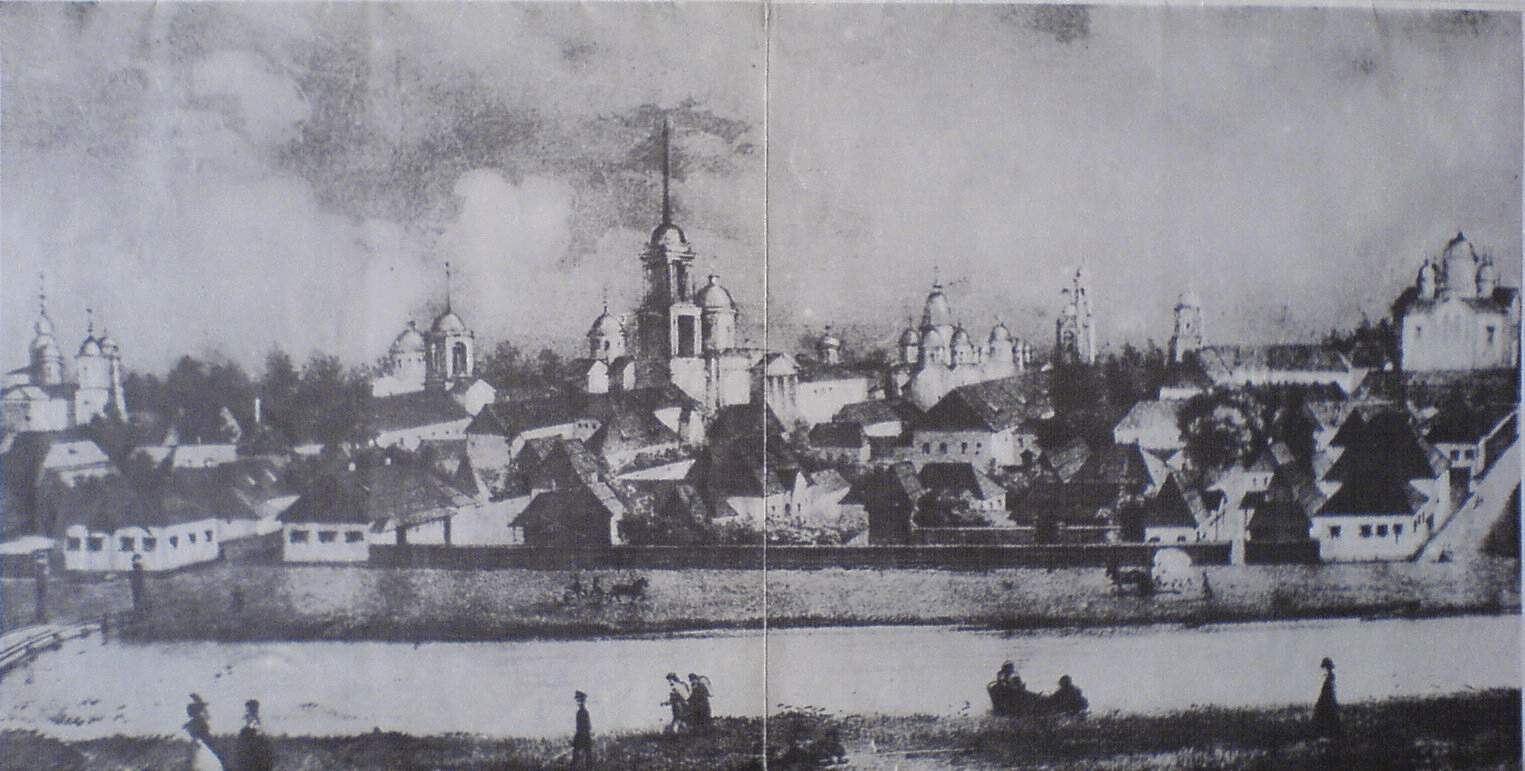
Старе місто

Ніжин — місто України, яке багато в чому зберегло планування та забудову XVII-XVIII ст. і характерні риси свого історичного минулого.
За підрахунками фахівців, у місті є до 300 історичних будівель, з яких понад 70 мають велику культурну та історичну цінність. На державному обліку перебуває 6 пам'яток археології, 55 — історії, 12 — монументального мистецтва.
На правому березі Остра (урочище «Городок») збереглися сліди курганних могильників і городища періоду Київської Русі.
У 2-й половині XVII ст. Ніжин, згідно зі статусом полкового міста, забудовували цегляними спорудами.
Земляні вали, що краями спиралися в береги Остра, ще наприкінці XVIII сторіччя стали затісними для зростаючого міста. Отож коли на початку XIX століття український поміщик князь О.Безбородько почав будувати Ніжинську гімназію вищих наук, місцем для останньої було обрано садибу Безбородьків на правому березі Остра. Річку в межах міста перетворили на канал (1809—1812), береги якого єднав дерев'яний міст, названий згодом Ліцейським.
Найдавнішими архітектурними пам'ятками є Миколаївський собор, Благовіщенський собор (1702—1716) та ансамбль грецьких храмів — Михайлівська, Всіхсвятська та Троїцька церкви. Ці храми, а також багато інших культових споруд входять до святинь Ніжинської єпархії та внесені до пам'яток архітектури, що перебувають під охороною держави.
Крім культових споруд, у місті збереглося чимало пам'яток часів розквіту торгівлі: мальовничі кам'яниці з кованими дверима й віконницями (більш ранні), крамниці з мезонінами й просторими торговельними залами (пізніші), криті масивні рундуки і класицистичні павільйони на широкій базарній площі, де й досі вирує у базарні дні ніжинський ринок.
У місті є краєзнавчий музей, картинна галерея, музей ім. М. В. Гоголя, єдиний в Україні комплекс поштової станції XVIII століття (в одному з колишніх флігелів розміщений Музей кінної пошти України), музей древньої і рідкісної книги, будівля аптеки ніжинського грека Михайла Лігди.
Графський парк, пам'ятка садово-паркового мистецтва XVIII століття, налічує близько 100 рідкісних порід дерев і кущів.

## Ніжинська фортеця (1625 — 1797)

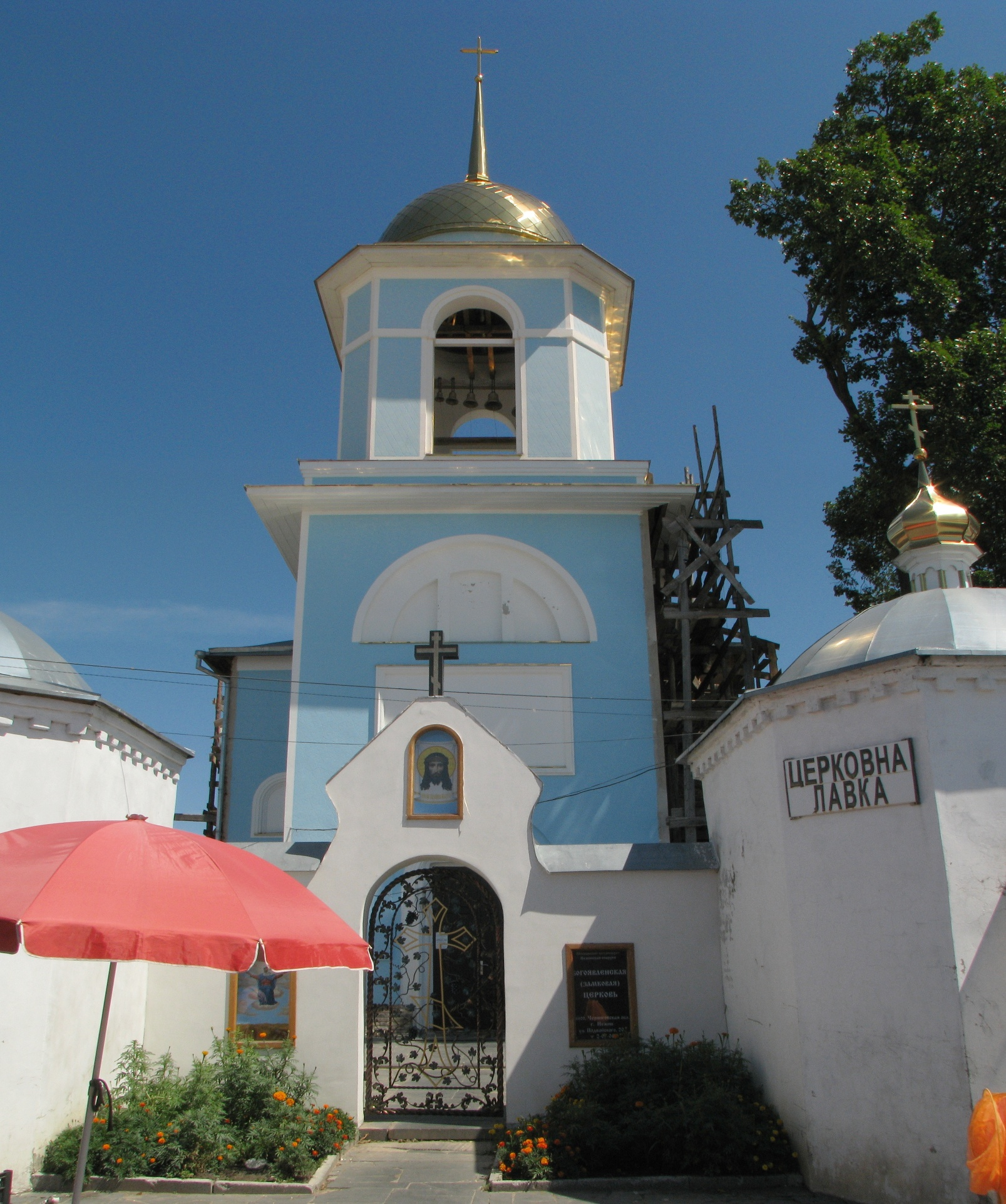
Богоявленська церква

### Замок
Ніжинська фортеця (Ні́жинський замок) — комплекс фортифікаційних споруд і оборонних об'єктів міста Ніжина. Існувала в 1625—1797 рр. на лівому рівному березі річки Остер.

### Богоявленська церква (1721)
Богоявленська церква — культова споруда, що була збудована у період 1719-1721 років у стилі бароко на території Ніжинського замку. Також іменувалася як Замкова церква через розташування на території замку. Наразі розташовується на території ринку.

## Миколаївський собор (1658)

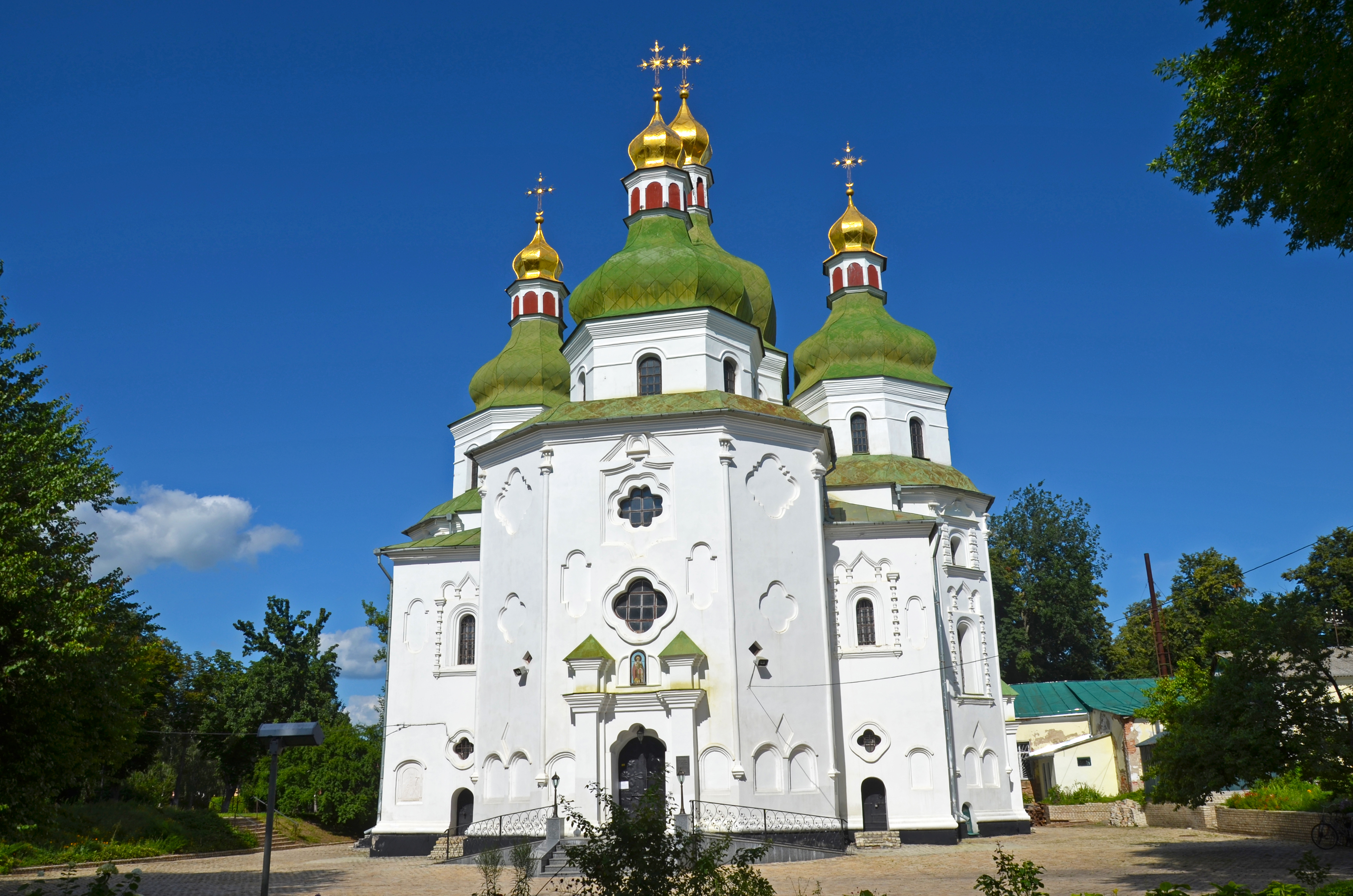
Собор святого Миколая Чудотворця

Свя́то-Микола́ївський собо́р, Миколаївський собор, Соборна церква Святого Миколи у місті Ніжин — споруда часів раннього українського бароко. Могутній, спрямований вгору центричний об'єм споруди заввишки 55 метрів, із щільно стуленими п'ятьма банями, став в українській бароковій архітектурі прототипом мурованих хрещатих п'ятибанних храмів.

## Благовіщенський монастир (XVIII—XIX століття)

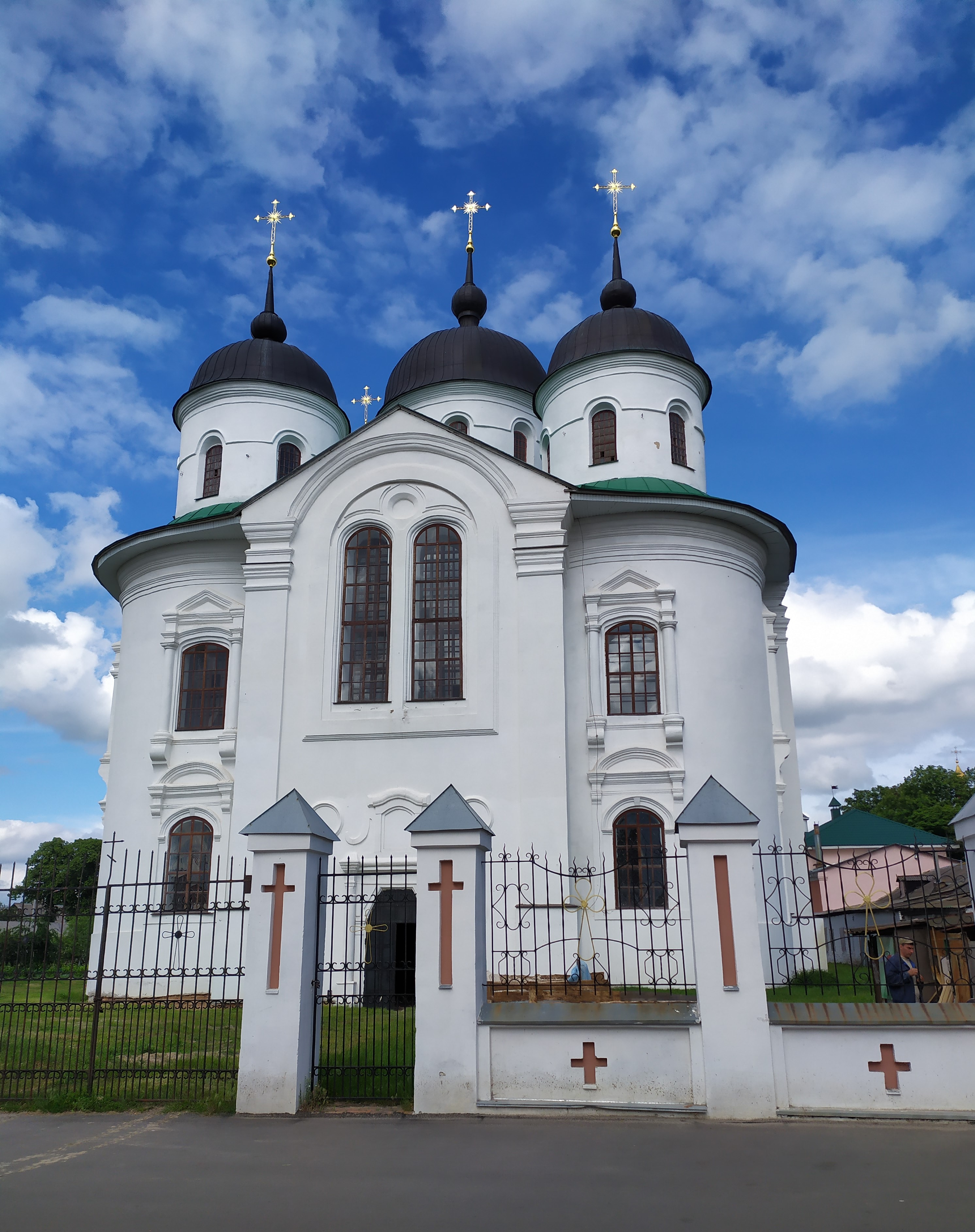
Благовіщенський собор

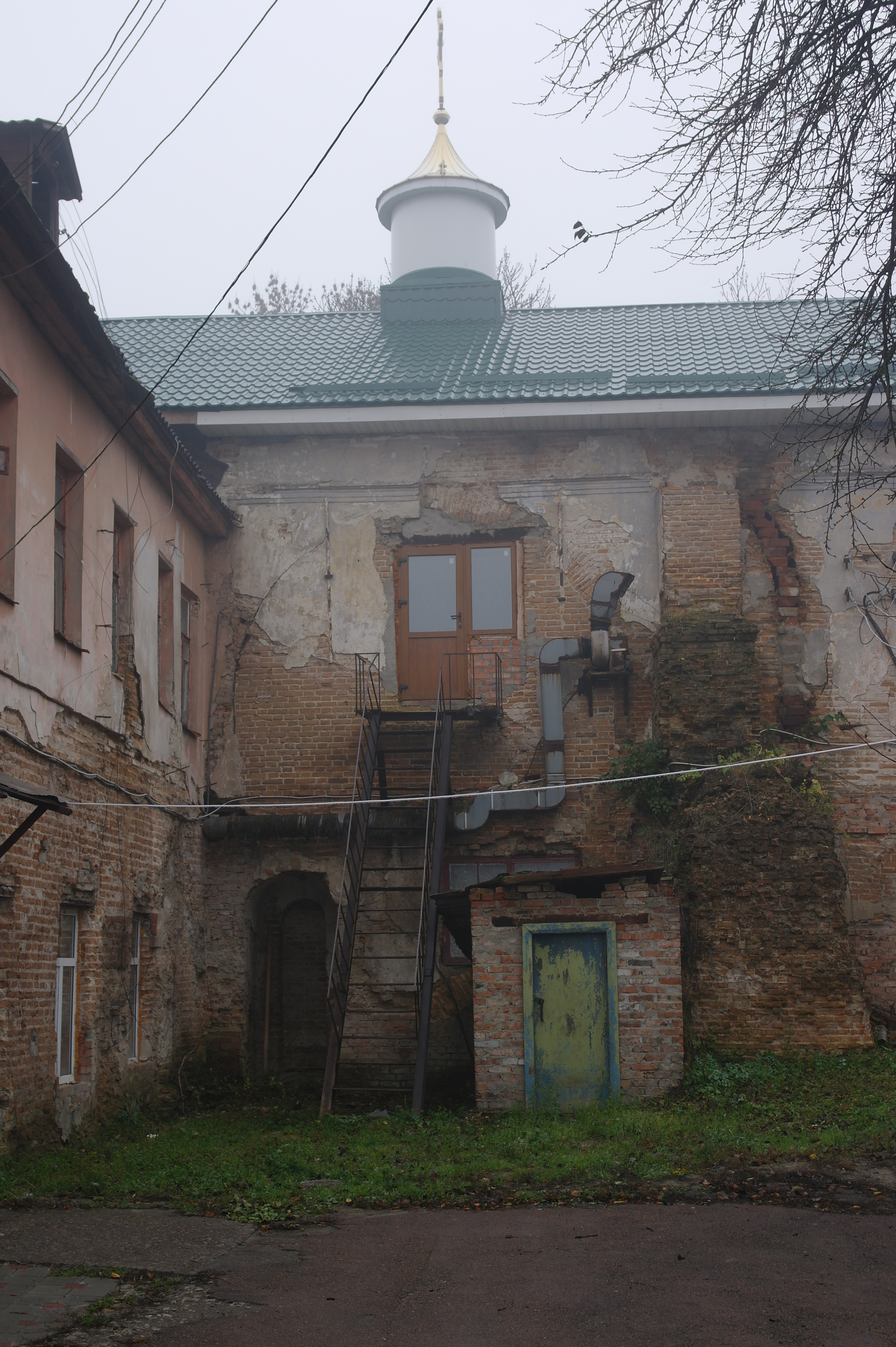
Петро-Павлівська трапезна церква

### Благовіщенський собор (1702)
Благовіщенський собор — православний храм та пам'ятка архітектури національного значення. Входить до комплексу споруд Благовіщенського монастиря і розташований на його території. Собор є однією з найважливіших архітектурних домінант центру міста Ніжина.

### Петро-Павлівська трапезна церква (початок XIX століття)
Інші назви: Храм великомученика Георгія Побідоносця
Церква при монастирі.

## Грецька Михайлівська церква (1719)

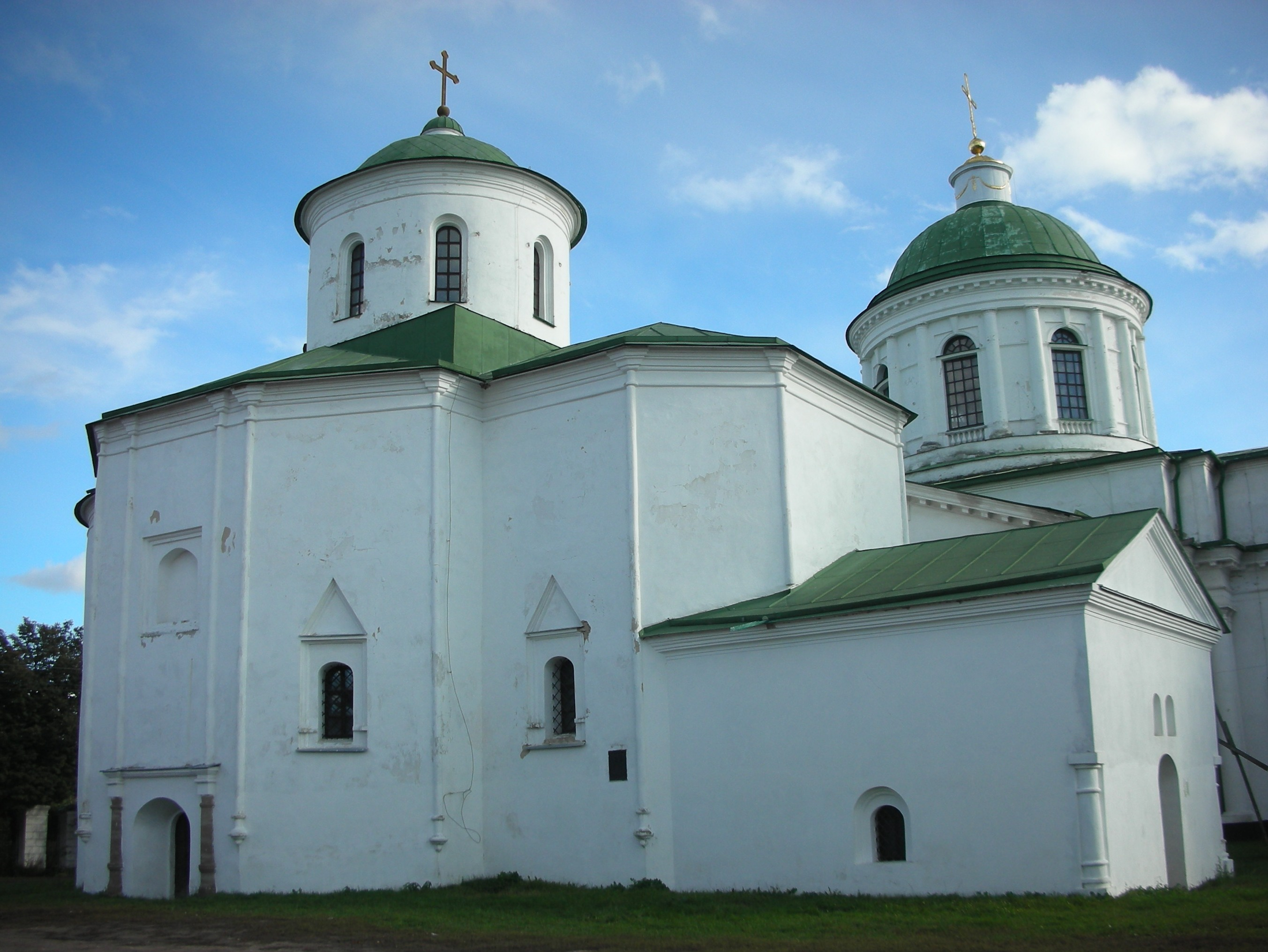
Михайлівська церква

Михайлівська церква — церковна пам'ятка грецької спільноти міста, один з варіантів древнього типу однокупольних церков з апсидами-кліросами, стародавний за типологією приклад кам'яної архітектури.
Будувалася з 1719 по 1729. Архаїчна за типологією мурування пам'ятка. Тридільна й однобанна, з оригінальним вирішенням склепінь, з характерними, великого виносу карнизами й білими, майже позбавленими пишних оздоб, стінами церква нагадує архітектуру Балкан. 
В стіни церкви вмуровані брили з епітафіями грецькою мовою. При церкві була бібліотека зі стародруками.

### Дзвіниця Михайлівської церкви
Зруйнована у 1951. Найвища споруда міста на той час.

## Троїцька церква (1733)

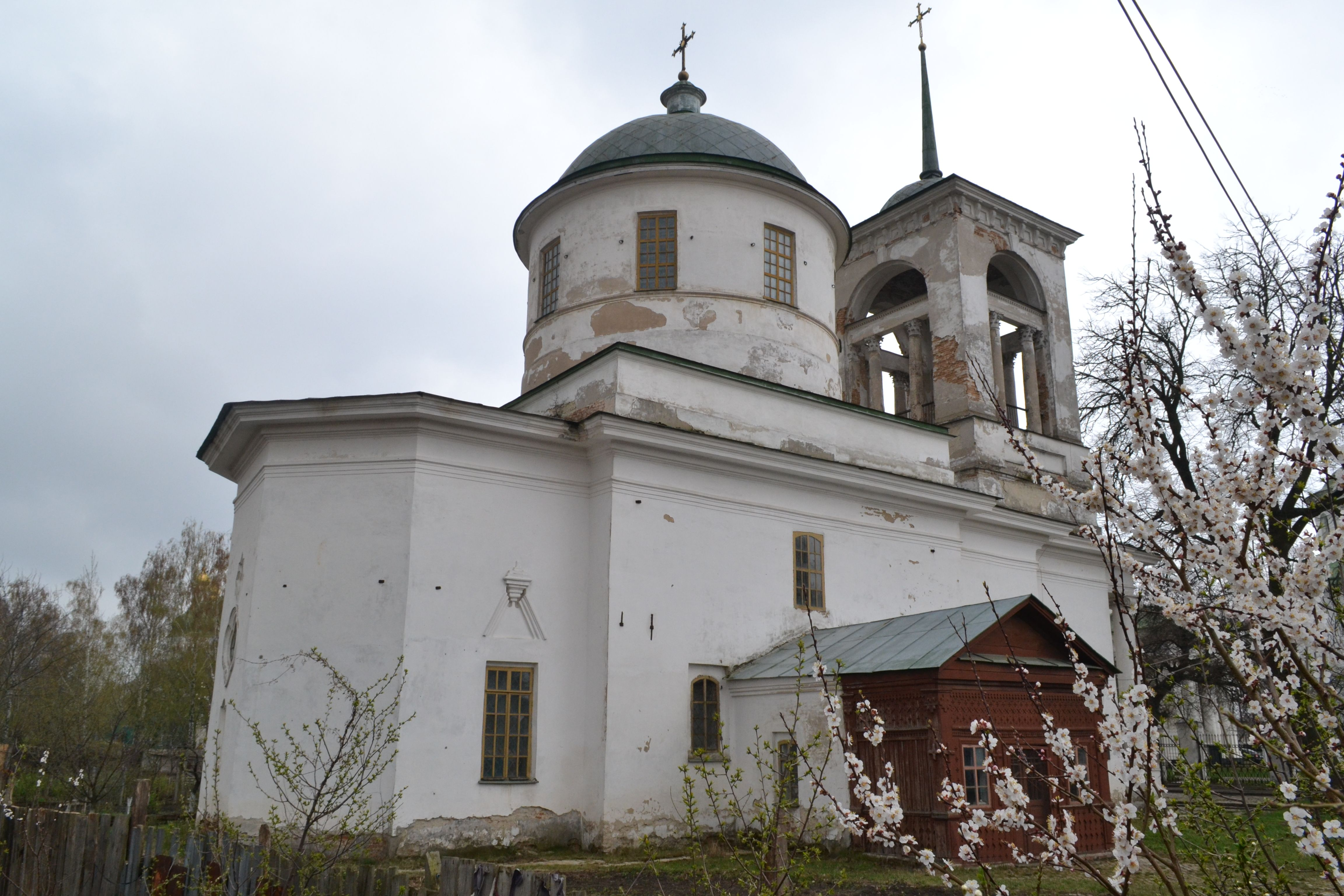
Троїцька церква

Троїцька церква — православний храм, збудований в період 1727—1733 років у стилі бароко на місці дерев'яної церкви. Майже впритул до колишнього грецького монастиря, веде на її подвір'я мурована брама з навдивовиж гарними ґратчастими воротами й хвірткою. Перебудована з однобанного храму, церква наприкінці XIX ст. прибрала рис неокласицизму — з високою дзвіницею під шпилем, вишуканим оздобленням.
1888 — проводилися реставраційні роботи. Робота з реконструкції увічнена в ажурному написі, закомпонованому в ґрати огорожі: «При старости Буренко. 1888».

## Церква Іоанна Богослова (1752)

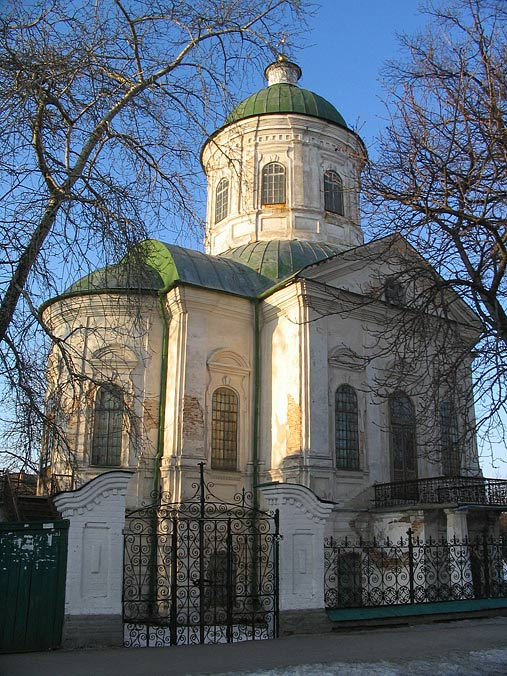
Церква Іоанна Богослова

Церква Іоанна Богослова споруджена в XVIII ст. на колишній Московській вулиці на місці дерев'яної церкви. Центричний храм. Хрещата в плані, однобанна й компактна. Двоповерхова — на першому була тепла церква, на другому — холодна, досить рідкісна межа для української храмової архітектури.
За об'ємно-просторовим вирішенням вона належить до різновиду тетраконхових будівель. Гарні пропорції споруди підкреслено струнким, пірамідальним силуетом з видовженим світловим барабаном, стриманими оздобами в дусі пізнього українського бароко. Фахівці вбачають у цій пам'ятці риси творчості І.Г.Григоровича-Барського.

## Церква святителя Василія Великого (1788)

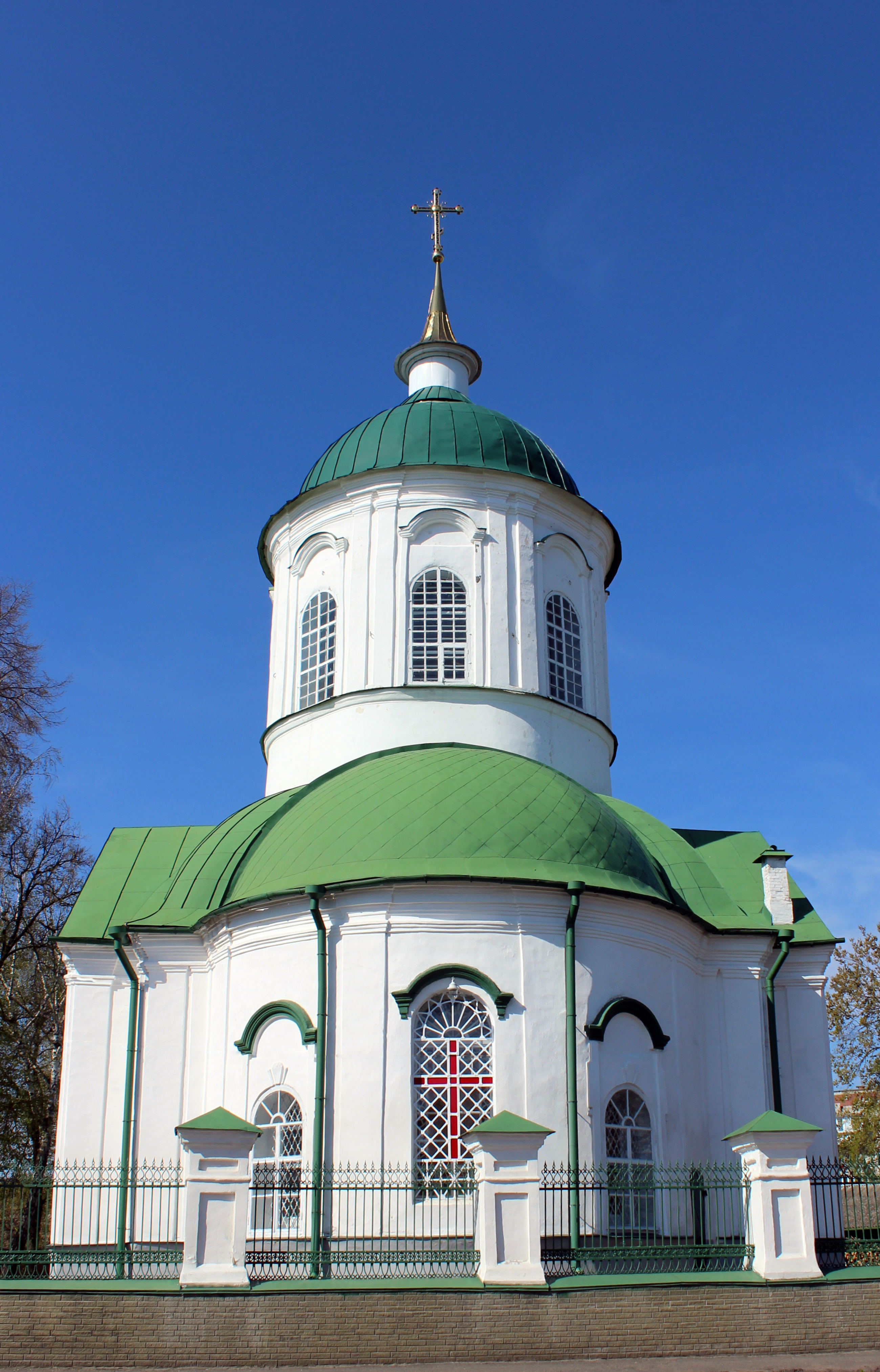
Церква святителя Василія Великого

Пантелеймоно-Василівська церква — православний трьохпрестольний храм в ім'я святителя Василія Великого і великомученика Пантелеймона.
Приблизно з середини XVII ст., на місці теперішнього Пантелеімоно-Василівського храму м. Ніжина знаходилася дерев'яна церква в ім'я святителя Василія Великого, яка згоріла під час пожежі в ніч на 14 вересня 1754 року. Невдовзі після цього лиха старанням духовенства і парафіян поблизу згорілої була побудована невелика дерев'яна церква в ім'я великомученика Пантелеймона. Однак уже наприкінці 60-х років XVIII ст. вона стала, за свідченням сучасників, приходити «во обветшание». Тому було прийнято рішення збудувати новий кам'яний храм, на що було отримано благословення Митрополита Київського, Галицького і всієї Малої Росії Арсенія (Могилянського). Новий дім Божий побудували на пожертви ніжинського полкового писаря Якова Максимовича Почеки «с пособием той церкви прихожан и разных доброхотов» і освятили 13 березня 1788 року (за старим стилем).

## Спасо-Преображенська церква (1757)

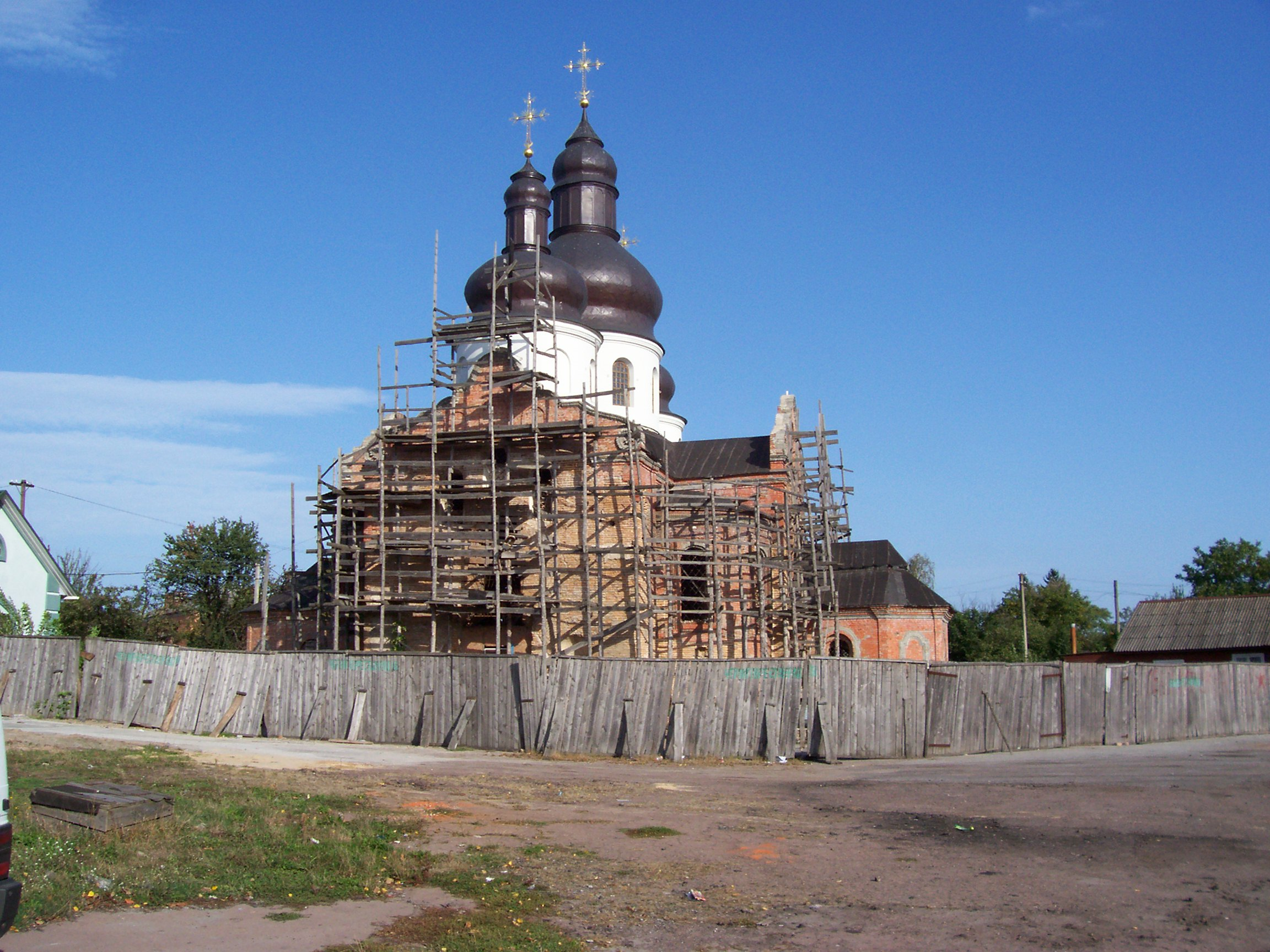
Спасо-Преображенська церква

Інші назви: Спаська церква, Преображенська церква, Свято-Преображенська.
Спасо-Преображенська церква побудована 1757 року стилі бароко на території передмістя Нове Місто. Кам'яна, чотиристовпна, одноапсидна. У плані утворює квадрат із закругленими кутами і гранованими притворами з Півночі і Півдня. Рідкісний приклад з'єднання хрестового об'єму і традиційного для дерев'яної храмової архітектури західних областей тріверхового завершення — розміщення куполів по осі «схід-захід».
1857 — із заходу була прибудована тепла церква, яка, як і трьохярусна дзвіниця, не збереглися.
17 травня 1861 — на подвір'ї Спасо-Преображенської церкви, де зупинялася похоронна процесія під час перевозу тіла Т. Г. Шевченка в Україну відбулася панахида.

## Церква Покрови Пресвятої Богородиці (1757)
Інші назви: Покровська церква.

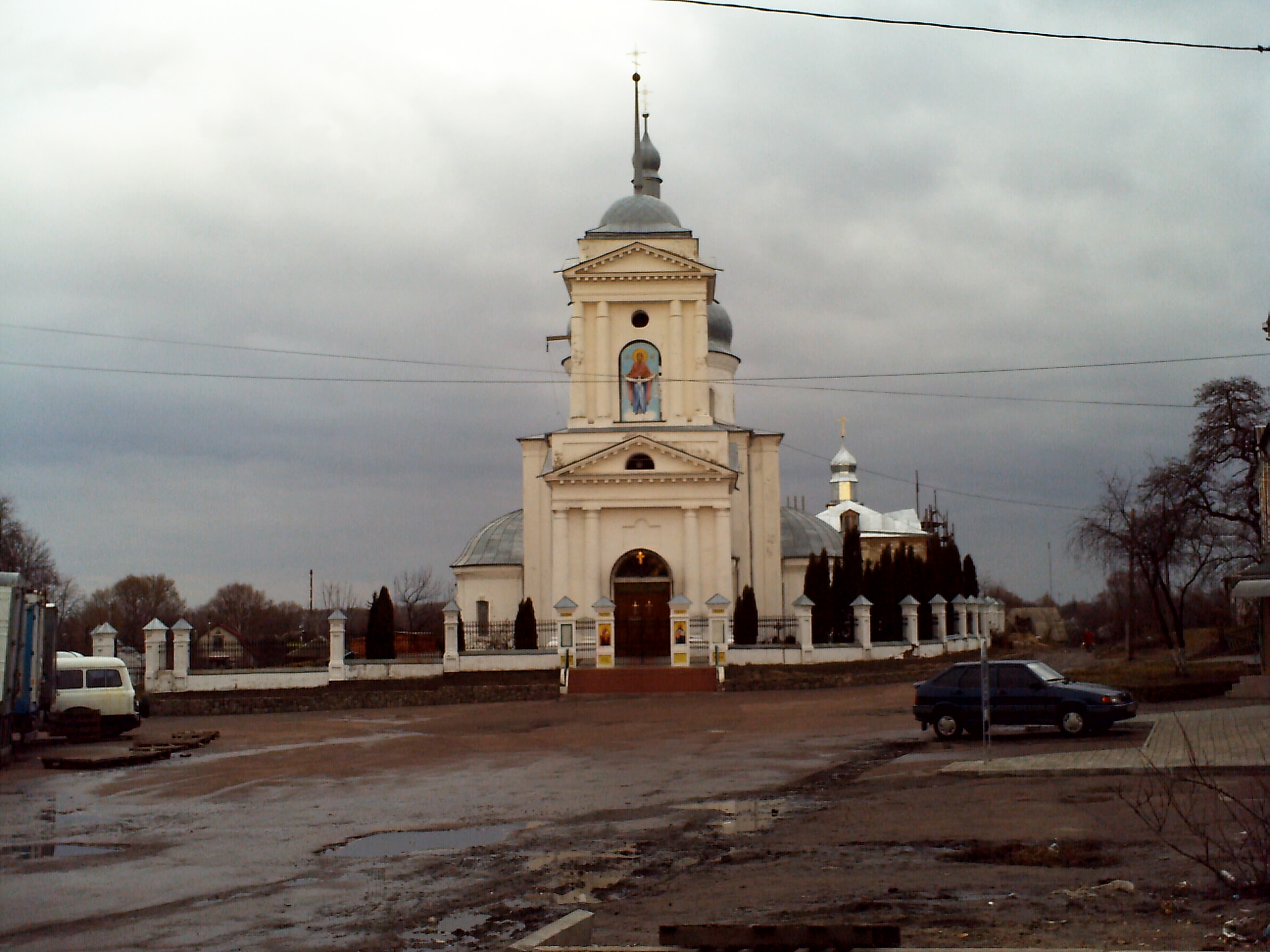
Церква Покрови Пресвятої Богородиці

Церква Покрови Пресвятої Богородиці будувалася з 1757 по 1765. Зовні збереглася майже в первісному вигляді, з рисами чистої конструкції, без зайвих прикрас. Будівля тетраконхового типу. Впритул до західного фасаду на початку XIX століття прибудовано двох'ярусну дзвіницю в стилі ампір, її оздоблено 4-колонними портиками й трикутними фронтонами з чітким ритмом зубчиків.

## Введенський жіночий монастир (XVIII—XIX ст.)

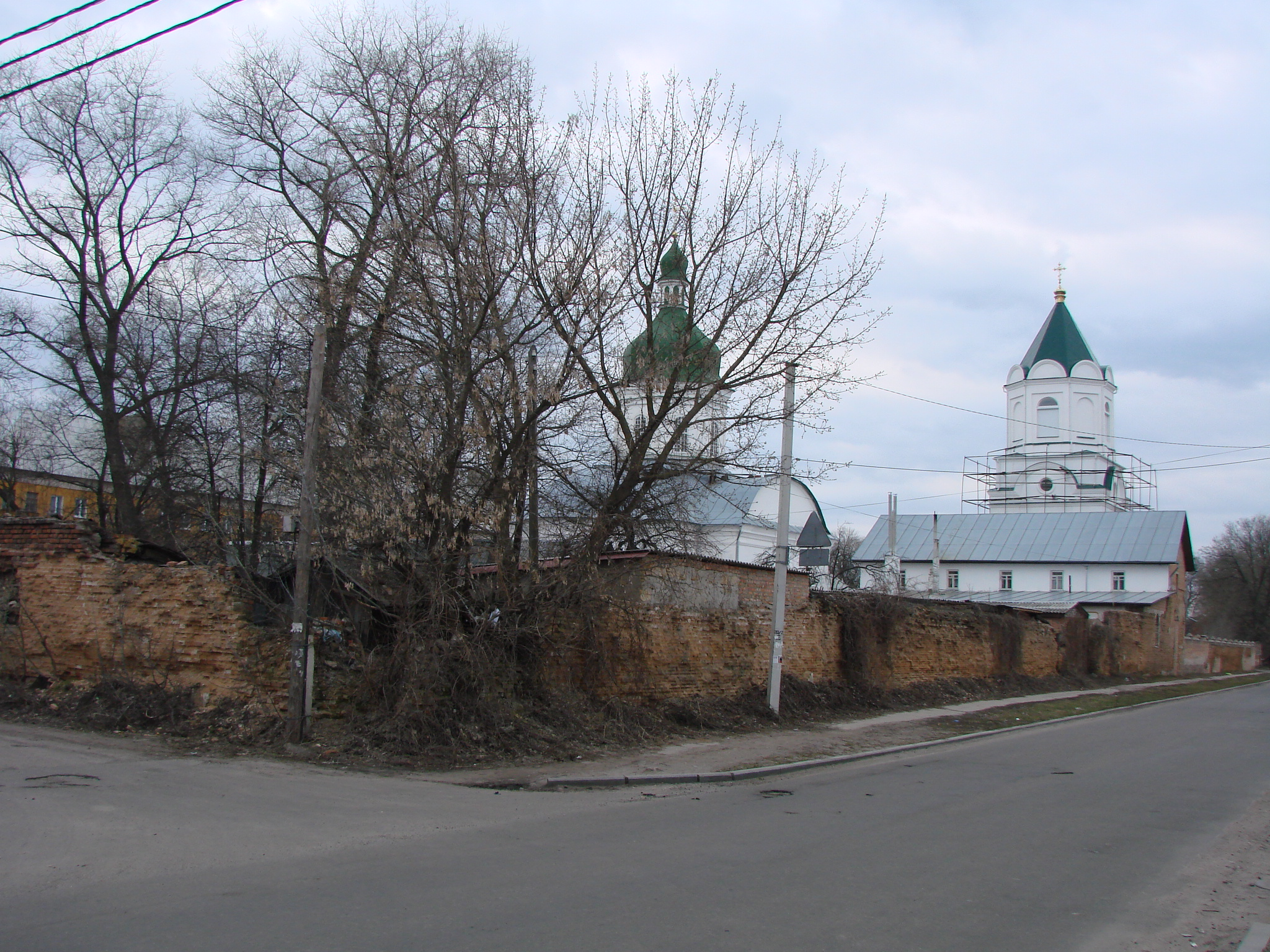
Ніжинський Введенський жіночий монастир

Типовий для монастирів строгий стиль, позбавлений яких-небудь прикрас. Тут знаходилися готель і школи живопису, різьблення по дереву і художньої вишивки.

### Введенський собор  (1775)

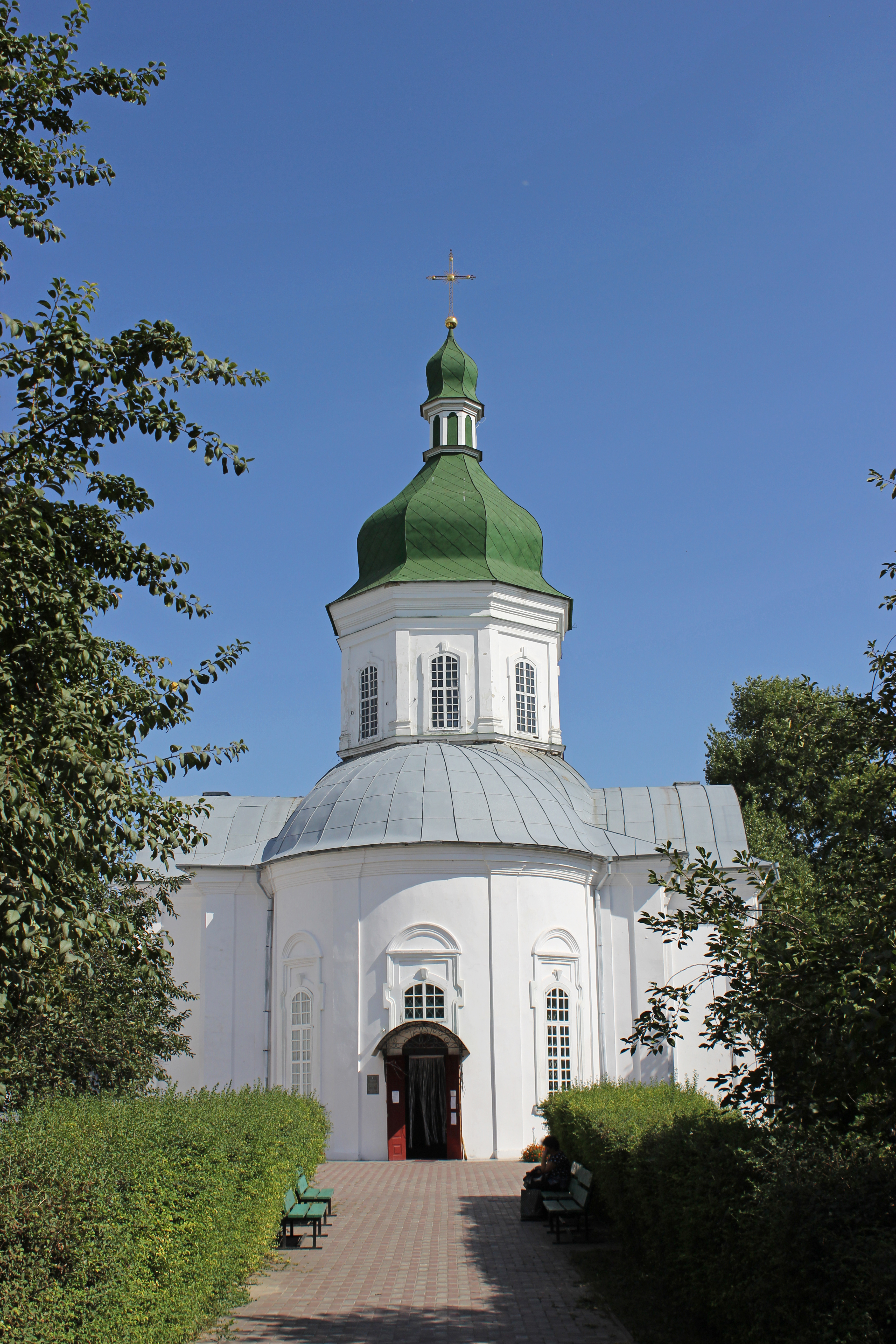
Введенський собор

Собор однойменного жіночого монастиря. Побудований у 1775 році на місці згорілого дерев'яного монастиря. Тут відсутній нижній ярус — підкліть, але на прямокутних раменах є півкруглі абсиди, криті конхами. Так само, як і в Іоанно-Богословській церкві, в цеглі виконано тонко профільовані й оштукатурені тяги й наличники. Лише барабан не круглий, а восьмериком.

### Дзвіниця введенського жіночого монастиря (1814)
Цегляна, триярусна.

## Воздвиженська церква (1775)

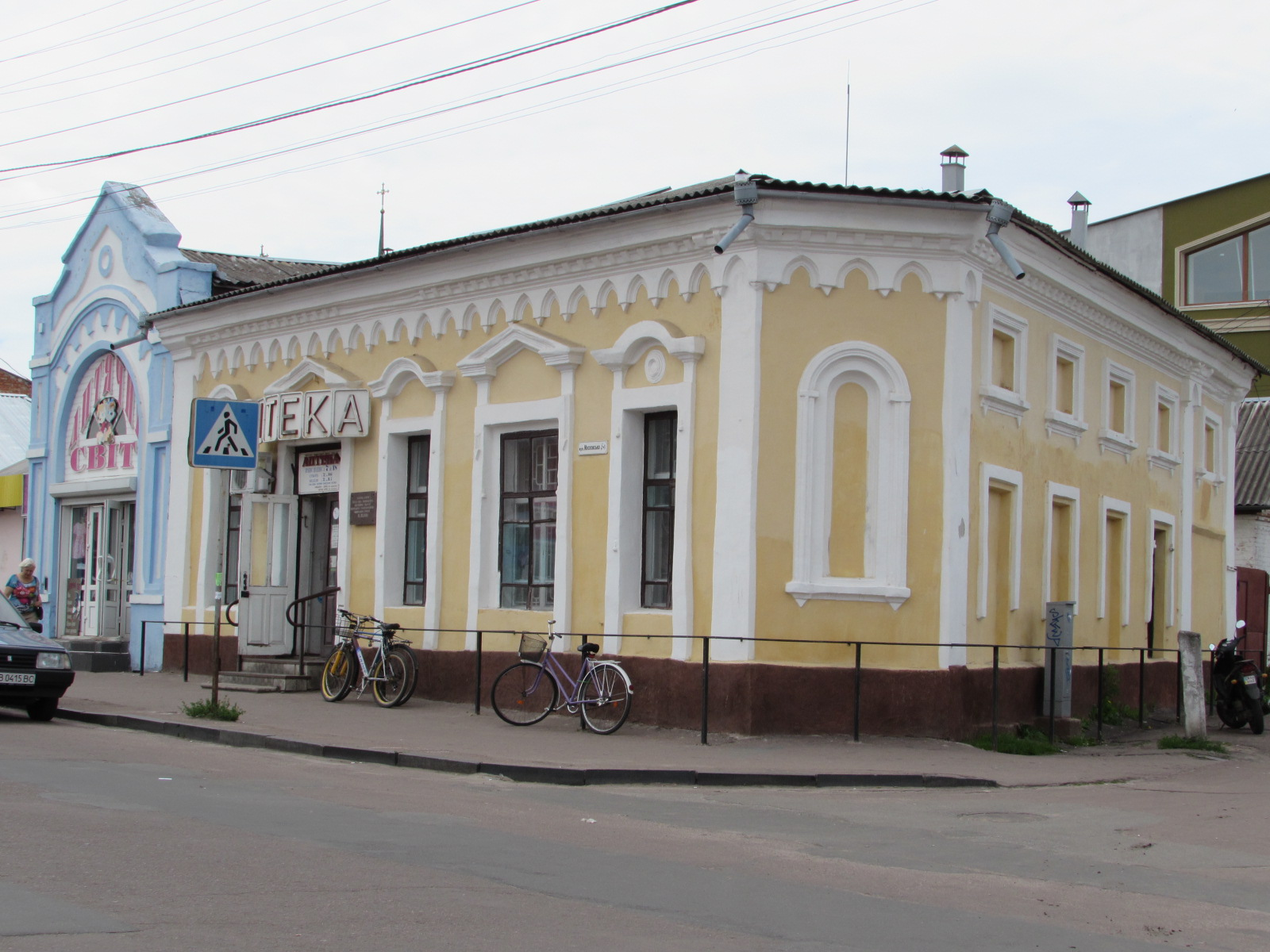
Будинок першої приватної аптеки на Лівобережній Україні (1740 р.) (Аптека Михайла Лігди)

Дивись Воздвиженська церква.

## Аптека «Полковник Михайло Лігда» (1777)
Одна із перших на Лівобережній Україні аптека. Заснована 1777 року відставним лікарем Ізюмського гусарського полку ніжинським греком Михайлом Лігдою. На базі цієї аптеки діючий музей-аптека.

## Грецька церква Всіх Святих (1782)
Інші назви: Всіхсвятська церква.
Адреса: м. Ніжин, Гребінки вул., 19.
Побудована на місці дерев'яного грецького храму первісно за такою ж схемою, що й Михайлівська, але більша за розмірами і оздоблена наприкінці 19 століття гарними класичними портиками доричного ордера. Спаровані колони несуть антаблемент з трикутним фронтоном, кути центрального об'єму оздоблено тричвертними колонами. Високий, прикрашений ордерною системою барабан з видовженими вікнами надає інтер'єру відчуття простору й урочистості, посилене спокійним, рівним освітленням. Має склепінчасті підвали, що використовувалися під склади.

## Миколаївська церква (XVIII ст.)
Дивись Собор святого Миколая Чудотворця
Зального типу. Великі, обрамовані віконницями, вікна.

## Грецька школа (XVIII ст.)
В ті часи цей навчальний заклад виховував не тільки вихідців з Греції. В ньому навчались відомі український і російський історик М. М. Бантиш-Каменського (1737—1814), український письменник, церковний і культурний діяч Г.Кониського.
У бібліотеці школи були венеціанські видання 1504 року риторичних творів Демосфена, видання XVI століття творів Платона, Гомера, Софокла.

## Будинок грецького маґістрату (1785)
Дивись Будинок грецького магістрату.
Адреса: м. Ніжин, Гребінки вул., 21. 

Двоповерхова міщанська кам'яниця з залишками кованих гаків і ґрат у вікнах. Віконниці 1-го і 2-го поверхів перейняті з грецької архітектури.

## Вознесенська церква (1805)
м. Ніжин, вул. Овідївська, 117.

## Будинок Ніжинської гімназії вищих наук (1805)

Будинок Ніжинської гімназії вищих наук

Дивись Ніжинська гімназія вищих наук.

## Олександрівське грецьке училище (1817)
Має глибокі підвали-склади.

## Церква Костянтина та Олени  (1819)
Церква на Троїцькому кладовищі. 
Дивись Церква Костянтина та Олени.

## Будинок електростанції (1914)
Будувалася з 1914 по 1916.
Пам'ятка архітектури початку XX століття.
Автор споруди, відомий художник і архітектор О. Г. Сластіон надав фасадам характерних рис української народної архітектури: вежа з заломами й широко звисаючим дахом, полив'яні керамічні вставки в дусі народної орнаментики тощо.

## Будинок, де періодично зупинявсяМ.Г.Кропив'янський

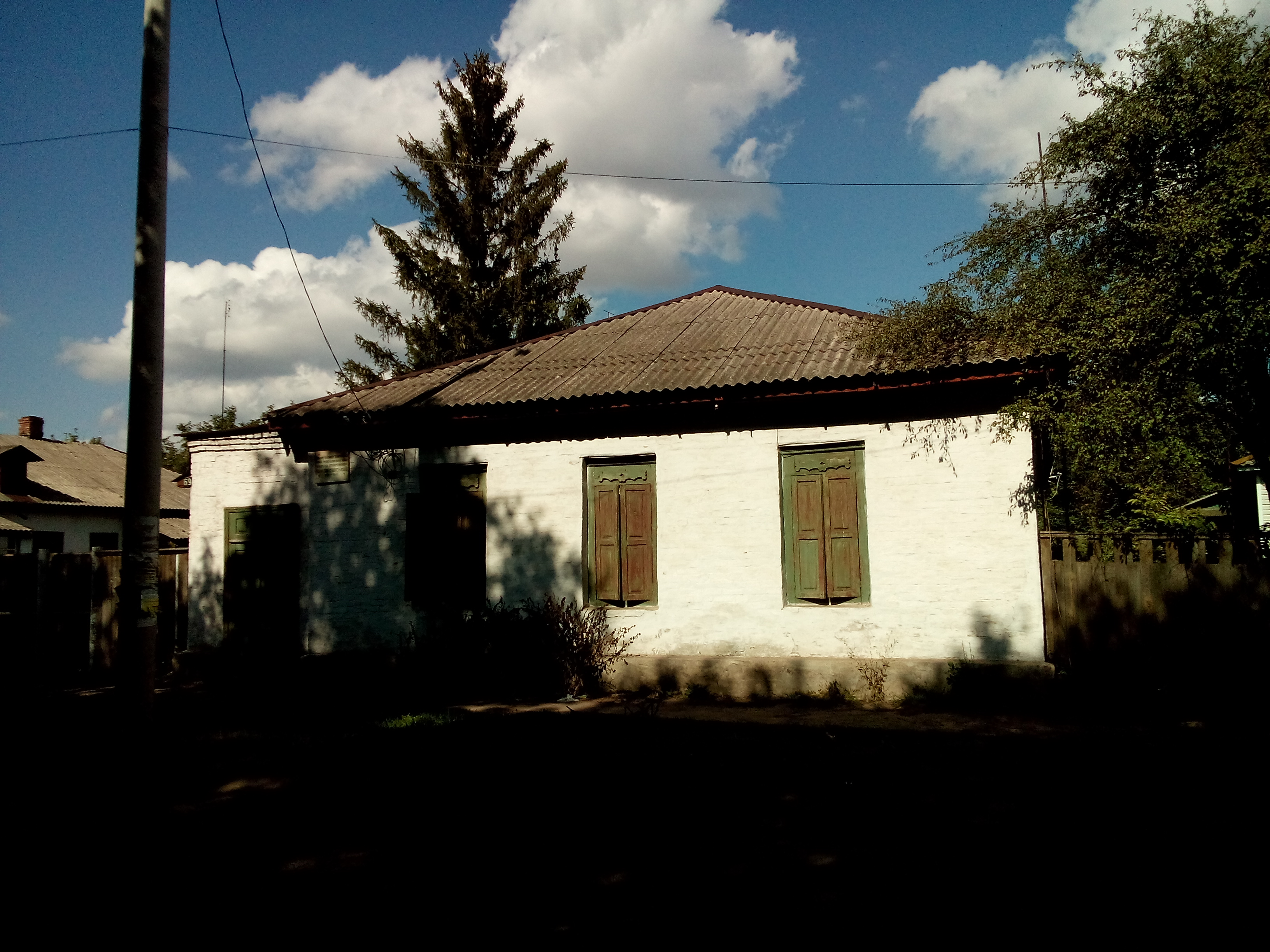
Будинок, в якому періодично зупинявся М.Г. Кропив’янський

Пам'ятка історії місцевого значення.
Рішенням виконкому Чернігівської обласної ради народних депутатів трудящих від 31.05.1971 № 286 надано статус «пам'ятник історії місцевого значення» з охоронним № 126 під назвою «Будинок, де періодично зупинявся М. Г. Крапів'янський».
Одноповерховий, цегляний, прямокутний у плані будинок.
У 1922—1930 роки під час перебування у Ніжині проживав у цьому будинку у родичів Микола Григорович Кропив'янський.
У 1957 році на фасаді будинку була встановлена меморіальна дошка «Герою Громадянської війни» М. Г. Кропив'янському; нині демонтовано.